# William Wade (cónego de Windsor)
William Wade MA (1672-1733) foi um cónego de Windsor de 1720 a 1730.

## Família
Ele nasceu em 1672, filho de Jerome Wade. O seu irmão foi o general George Wade.
Ele morreu em 1733, em Bath.

## Carreira
Ele foi educado no Trinity College, Cambridge e formou-se BA em 1694, MA em 1697.
Ele foi nomeado:
- Prebendário de Chichester 1729

Ele foi nomeado para a décima bancada na Capela de São Jorge, Castelo de Windsor em 1720 e ocupou a canonaria até 1730.